# جین شاهین
جین شاهین (به انگلیسی: Jeanne Shaheen) (زادهٔ ۲۸ ژانویه ۱۹۴۷) سناتور ایالت نیوهمپشر در سنای ایالات متحده آمریکا است که برای نخستین‌بار در ۳ ژانویه ۲۰۰۹ به‌عضویت این مجلس درآمد. وی در زمرهٔ سناتورهای گروه دوم است که به‌مدت ۴ سال در سنا حضور دارند و تا تاریخ ۳ ژانویه ۲۰۱۵ در این مجلس خواهد بود.
همسر او وکیل و فعال سیاسی لبنانی-آمریکایی، بیل شاهین است.